# Kematen am Innbach
Kematen am Innbach is een gemeente in de Oostenrijkse deelstaat Opper-Oostenrijk, gelegen in het district Grieskirchen (GR). De gemeente heeft ongeveer 1300 inwoners.

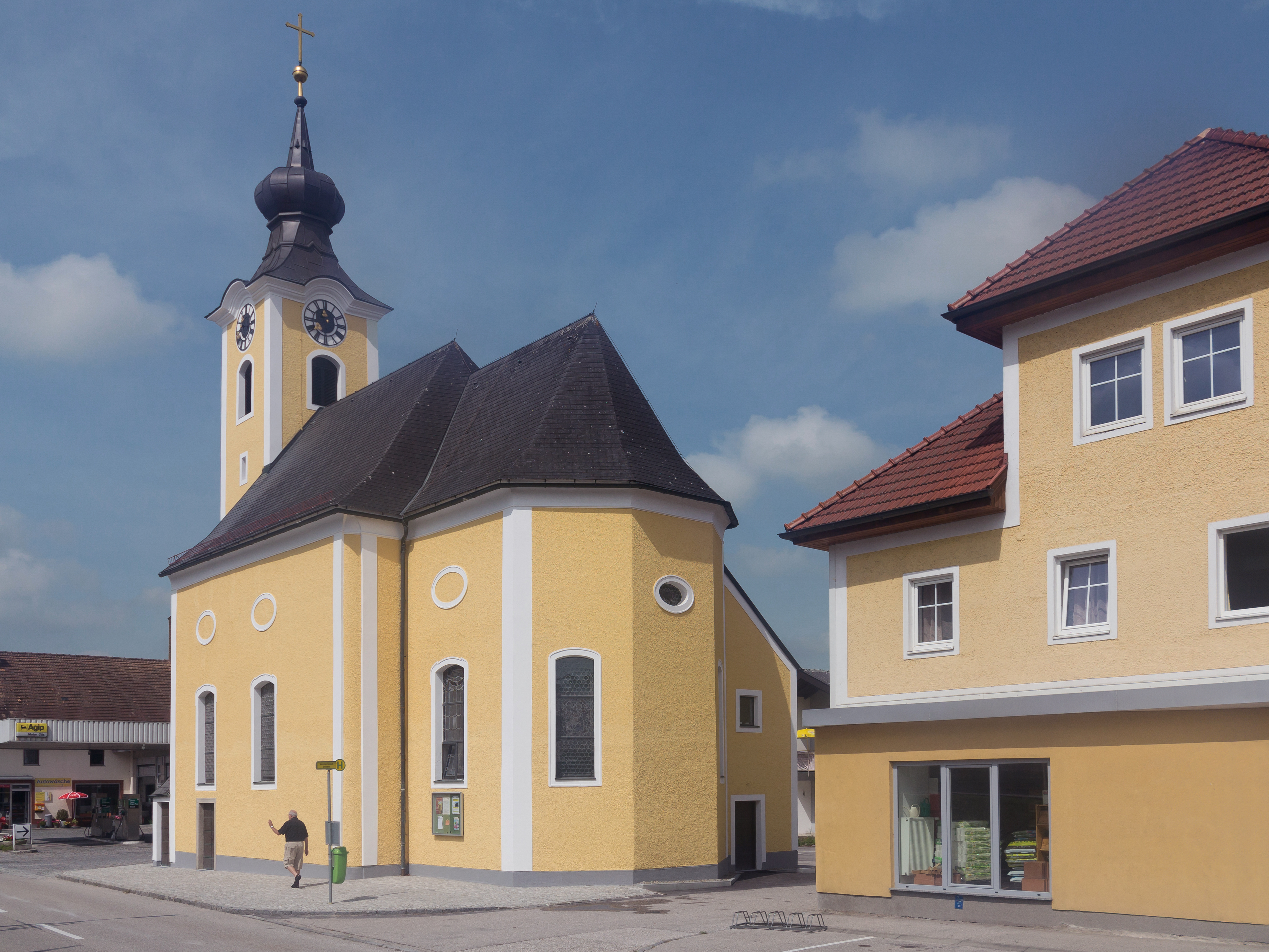
Kematen am Innbach, kerk: Katholische Filialkirche heilige Josef

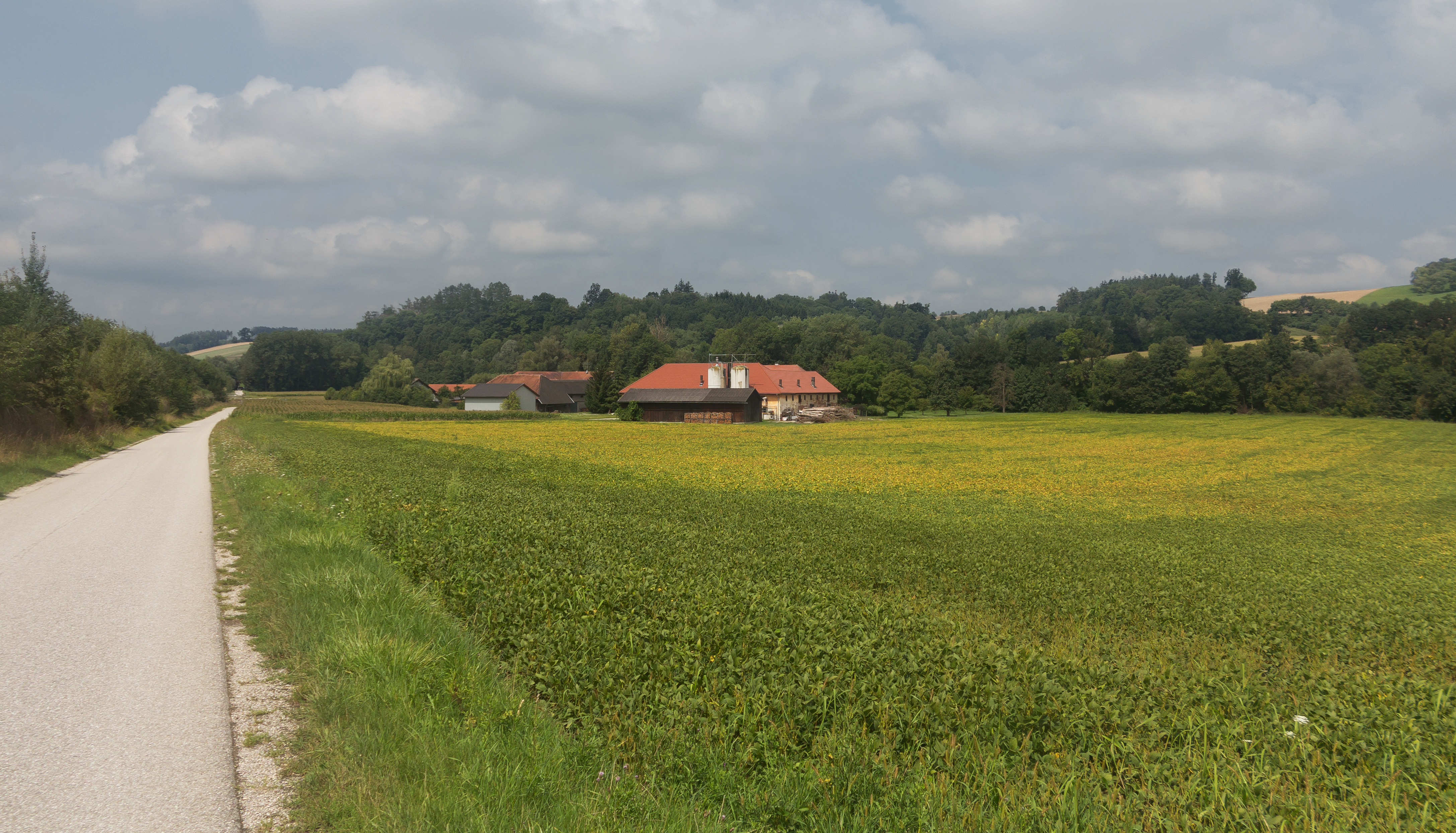
Boerderij in panorama tussen Kematen am Innbach en Pichl bei Wels

## Geografie
Kematen am Innbach heeft een oppervlakte van 13 km². Het ligt in het centrum van het district Opper-Oostenrijk, in het noorden van Oostenrijk en niet ver van de grens met Duitsland.
Aistersheim · Bad Schallerbach · Eschenau im Hausruckkreis · Gallspach · Gaspoltshofen · Geboltskirchen · Grieskirchen · Haag am Hausruck · Heiligenberg · Hofkirchen an der Trattnach · Kallham · Kematen am Innbach · Meggenhofen · Michaelnbach · Natternbach · Neukirchen am Walde · Neumarkt im Hausruckkreis · Peuerbach · Pollham · Pötting · Pram · Rottenbach · Schlüßlberg · St. Agatha · St. Georgen bei Grieskirchen · St. Thomas · Steegen · Taufkirchen an der Trattnach · Tollet · Waizenkirchen · Wallern an der Trattnach · Weibern · Wendling
- Gemeinsame Normdatei: 4621952-3
- Virtual International Authority File: 234337465